# Villa Maurer

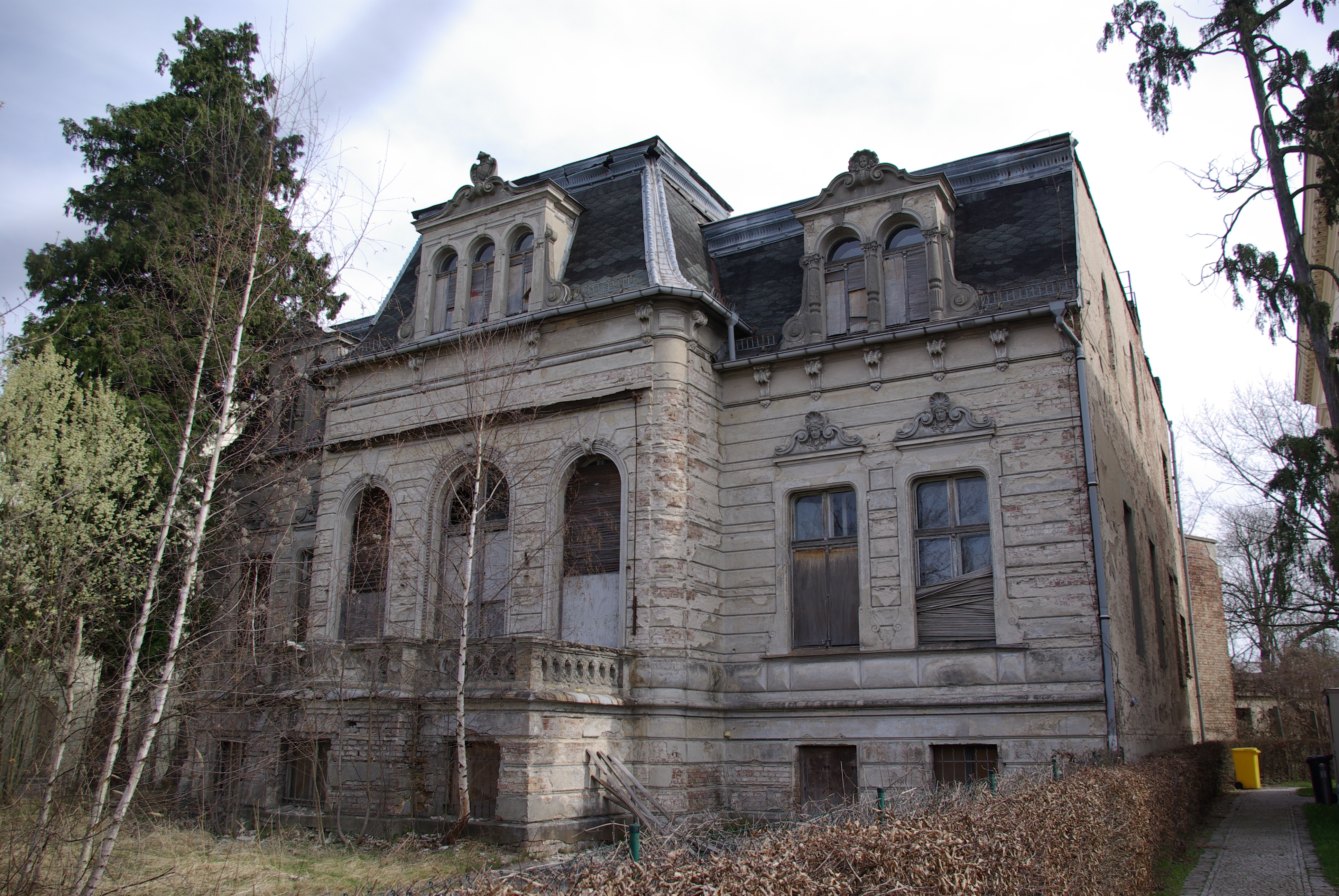
Villa Maurer, Puschkinallee 6

La Villa Maurer es un edificio catalogado en Potsdam. La villa se encuentra en el suburbio de Nauen, Puschkinallee 6.

## Historia
La villa en lo que entonces era Capellenbergstrasse 6 fue construida entre 1890 y 1891 por el maestro carpintero Ernst Maurer. El constructor es desconocido. "El maestro carpintero [...] fue el responsable", pero si "[...] Maurer diseñó el edificio él mismo debe permanecer abierto". Maurer no vivía en la villa, sino que la alquilaba. Los residentes incluyeron al General de Caballería Emil von Albedyll y al General de Caballería z. D. Adolf von Bülow.
En las libretas de direcciones de Potsdam de 1905 y 1907, se anota como propietario al pensionista Adolph Renner y en 1909 a Carl (Karl) von der Goltz, que en ese momento era un mayor en el personal del 3. Garde-Ulanen-Regiment fue (según la entrada en la libreta de direcciones de 1912) teniente coronel y ayudante de campo de Su Majestad el Kaiser y comandante de la 3. Regimientos de Ulanos de la Guardia. Según la libreta de direcciones de 1914 Coronel y Ayudante de Su Majestad el Kaiser).
A más tardar en 1922, el teniente general z. D. Erich von Redern el próximo propietario. En los años siguientes, la propiedad cambió varias veces entre Erich von Redern y su segunda esposa, Else von Redern, de soltera Kaempf (1877-1933). Desde 1934 a más tardar, la propiedad perteneció a Fritz Kemmler, teniente a. D. y empleado de banco, en libreta de direcciones de propietarios de fábricas 1938/39. Sin embargo, Erich von Redern vivió en la casa hasta 1936/37.
Durante la época de la RDA, la villa pertenecía a la ciudad de Potsdam y fue utilizada por el tribunal de distrito de Potsdam-Stadt desde 1952 hasta 1989. El edificio, que quedó vacante después de la reunificación, ha sido de propiedad privada desde principios de la década de 2000.

## Arquitectura
El edificio, de planta casi cuadrada, es de una sola planta con sótano y cubierta abuhardillada a cuatro aguas de estilo francés. El ático reconvertido se ilumina a través de ventanas gemelas y triples de arco de medio punto. Un cuerpo de vanguardia central con esquinas redondeadas emerge del frente del edificio de siete ejes, con un balcón frente a él. La fachada está adornada con detalles barrocos y bandas de yeso. El área de entrada está en el lado norte. Allí, una placa de piedra conmemora a uno de los vecinos:

In diesem Hause lebte im Ruhestande / von 1893 bis 1897 / DER GENERAL DER KAVALLERIE / E. VON ALBEDYLL / Generaladjutant u. Chef / des Militair Kabinets / KAISER WILHELMS DES GROSSEN / […] des Kürassier Regiments Königin / zuletzt kommandirender General / des VII. Armee Corps / geb. 1. April 1824 / gest. 13. Juni 1897